# Kalifar Omarmoskee
De Kalifar Omarmoskee, ook wel Omar Bin Al-Khattabmoskee, is een moskee in  Willemstad, Curaçao, gelegen in het stadsdeel Otrobanda aan de Weg naar Welgelegen. Het gebedshuis, dat in 1965 in gebruik werd genomen, is de eerste moskee in Curaçao en de voormalige Nederlandse Antillen, en behoort tot een van de eersten in het Caribisch gebied.

## Historie
In 1962 werd een begin gemaakt met de verbouwing tot een moskee van het voormalige landhuis Plantersrust in Otrobanda, dat na een aantal uitbreidingen als militair hospitaal dienst had gedaan. De moskee werd gefinancierd met donaties van geloofsgenoten uit Saoedi-Arabië, Libië en Trinidad en Tobago, waar zich de grootste Caribische moslimgemeenschap bevond. Naast het landhuis werd een minaret van 18 m hoog opgetrokken en een woning voor de "cheij", de godsdienstige bedienaar van de moskee.
De moskee werd in 1965 in gebruik genomen en is sindsdien de enige moskee in Curaçao. Op 1 mei 1966 vond de officiële opening plaats door Gouverneur Debrot en werd het gebouw ingewijd. Het gebouw onderging in 1980 een grondige verbouwing.

## Islamitische gemeenschap van Curaçao
De Curaçaose moslimgemeenschap, die zich aan het begin van de 20e eeuw op het eiland vestigde, bestaat overwegend uit kooplui afkomstig uit Libanon en uit kleinere groepen van Syrische en Surinaamse moslims. Ten tijde van de bouw van de moskee telde de gemeenschap ongeveer 300 à 400 zielen. In recentere jaren wordt de gemeenschap geschat op circa 1000 gelovigen. Na de komst van de moskee werd er een imam aangetrokken en verenigden in 1967 de verschillende Curaçaose moslimgroepen zich in een religieuze gemeenschap. In 1968 werd de Vereniging Moslimgemeente Curaçao opgericht om de religie onder alle leden van de gemeenschap te versterken en vooral jongeren in te zetten op maatschappelijk en cultureel terrein.
Basiliek Santa Ana · Fortkerk · Kalifar Omarmoskee · Kathedraal van Pietermaai · Mikvé Israël-Emanuelsynagoge · Tempel Emanu-el